# 薩尼亞區

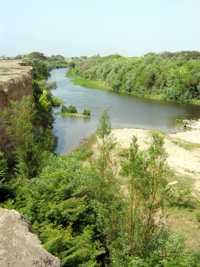

薩尼亞區（西班牙語：Distrito de Saña），是秘魯的一個區，位於該國西北部蘭巴耶克大區的奇克拉約省，面積313.9平方公里，海拔高度46米，2005年人口11,972，人口密度每平方公里38人。